# Landsbanki
 (juin 2022).
Landsbanki (nom complet Landsbanki Íslands) est une banque islandaise. Elle est l'ancienne banque centrale islandaise avant de perdre cette fonction, puis d'être privatisée.

## Historique
Depuis sa création en 1885 (entrée en activité en 1886) Landsbanki a joué un rôle déterminant dans le développement économique des entreprises et de l'industrie en Islande. 
La Landsbanki est devenue officiellement la banque centrale d'Islande de 1927 à 1961. À l'époque, sa fonction consistait davantage à émettre de la monnaie qu'à gérer la politique monétaire. 
Elle a ensuite été remplacé par la Banque centrale d'Islande, à la demande de l'Althing, qui devait, elle, prendre en charge la politique monétaire. 
Alors qu'elle était encore propriété de l’État, elle a connu ensuite une fusion avec la Samvinnubanki (Banque coopérative) et la Landsbanki a été transformé en société anonyme le 1er janvier 1998. L'entreprise a ensuite été privatisée par étapes entre 1998 et 2003.
Samson Holdings en est devenu alors l'actionnaire principal.  

## Description
Ses actifs totaux sont de 3 058 milliards de couronnes (€ 33,4 milliards) au 31 décembre 2007 et une capitalisation boursière de 383 milliards ISK (€ 4,4 milliards) au 3 mai 2007. 